# NGC 5493
NGC 5493 (другие обозначения — MCG −1-36-13, UGCA 386, PGC 50670) — линзообразная галактика (S0) в созвездии Дева.
Этот объект входит в число перечисленных в оригинальной редакции «Нового общего каталога».
В галактике вспыхнула сверхновая SN 1990M типа Iа. Её пиковая видимая звёздная величина составила 13,5.